# Joseph Mader
Joseph Max Jodok Mader (* 20. September 1905 in Landshut; † 27. Mai 1982 ebenda) war ein deutscher Maler und Grafiker.

## Leben und Werk

### Kindheit und Jugend
Joseph Mader wurde als zweites Kind des Lehrers Lorenz Mader und seiner Frau Anna in Landshut geboren. Sein Elternhaus stand nahe der Isar und deren Auwäldern. Die damals noch große Vielfalt an Tieren und Pflanzen, inmitten derer der Junge aufwuchs, weckten ein großes botanisches und zoologisches Interesse.

### Kunstgewerbeschule München
1922 kam der 17-jährige an die Kunstgewerbeschule München, an der er im Oktober eine Graphikerausbildung begann. Seine Lehrer waren u. a. Richard Riemerschmid und Fritz Helmuth Ehmcke. Auch lernte er dort den Maler Max Wendl, sowie den Bildhauer Fritz Müller kennen, mit denen ihn eine lebenslange Freundschaft verband. In dieser Zeit entstanden zahlreiche Radierungen und Tuschefederzeichnungen, von denen in den Jahren 1922 bis 1927 eine Reihe in der Zeitschrift Jugend abgebildet wurden. Und auch die in London erscheinende Zeitschrift "The Studio" machte mit einer Abbildung auf den jungen begabten Tiermaler aufmerksam.

### Kölner Werkschulen
1926 wurde Richard Riemerschmid Direktor der Kölner Werkschulen. Er hielt aber weiterhin Kontakt zu einigen seiner Münchner Schüler, darunter auch zu Mader, der 1927 die Staatliche Kunstgewerbeschule mit abgeschlossener Graphikerausbildung verließ. Er lud ihn ein, an die Kölner Werkschulen zu kommen, und ermöglichte ihm dies durch ein Stipendium. Im März 1927 begann Mader seine weiterführenden Studien an den Werkschulen und kam in die Malklasse des Matisse-Schülers Friedrich Ahlers-Hestermann. Unter dessen Einfluss nahm seine Malerei eine entscheidende Wendung weg vom Naturalismus hin zu einer vom Kubismus beeinflussten eigenen Bildsprache. "Das nach der Natur-malen, dem ich eine Zeitlang huldigte, hab ich als blödsinnige Zeitverschwendung aufgegeben. Man fühlt ganz intensiv, dass dabei nie ein Bild entstehen kann, das wirklich inneres Leben hat. Heut heißts, das Bild ganz aus der Vorstellung heraus aufbauen oder die Sache überhaupt bleiben lassen. ..." So Mader in einem Brief vom 10. Juni 1928 an seinen Bruder, in dem er auch ausführlich über den starken Eindruck berichtet, die ihm die Beckmann-Bilder bei einer Ausstellung in Düsseldorf gemacht haben.
Verschiedene Bilder der folgenden Zeit lassen formale und inhaltliche Anklänge an Max Beckmann erkennen. Mader übernimmt Beckmanns gedrängte Ansammlung von Figuren auf viel zu engem Raum. Doch aus dem „Kantigen, Scharfen und Unerbittlichen“, das z. B. Reinhard Piper in Beckmanns Bildern besonders auffiel, werden bei Mader abgerundete, mildere Formen. Im Laufe des Kölner Studiums ergaben sich erste Ausstellungsmöglichkeiten für Mader, so in der Kölner Galerie Becker Newman. Auch wird er Mitglied im Deutschen Künstlerbund und beteiligt sich an deren Ausstellungen. 1931 schloss er sein Studium mit der Ernennung zum Meisterschüler an den Kölner Werkschulen ab und ging zurück nach München.

### Freischaffender Maler im München der frühen 1930er Jahre
1931 ließ sich Mader wieder in München nieder und unterhielt in Schwabing ein Atelier. Der Sprung in die Unabhängigkeit des Freischaffenden gestaltete sich hierbei zwiespältig. Seine Briefe geben darüber ausführliche Nachricht. Da waren auf der einen Seite Selbstzweifel und größte wirtschaftliche Enge, auf der anderen Seite jedoch namhafte Fürsprecher und Freundschaften, wie zu dem Verleger Reinhard Piper oder dem Galeristen Günther Franke. „Franke hat sich, wie er sagte, in letzter Zeit sehr mit meinen Arbeiten beschäftigt. Er hat mir auch tatsächlich sehr gute Dinge über sie gesagt, so dass ich erstaunt war.“ Günther Franke stand dem jungen Maler mit Rat und Tat zur Seite und ermöglichte schließlich 1932 in seiner Galerie die Gruppenausstellung Mader Müller Wendl.

### Ausstellung Mader Müller Wendl in der Galerie Günther Franke
Im Januar 1932 eröffnete Richard Riemerschmid im Graphischen Kabinett Günther Franke in der Briennerstraße in München die Ausstellung der Nachwuchskünstler Joseph Mader, Max Wendl und Fritz Müller. Diese Ausstellung fand außerordentliche Beachtung. Sie wurde in den Münchner Tageszeitungen und Fachzeitschriften besprochen, wobei Wilhelm Hausenstein eine Affinität Joseph Maders zu Max Beckmann erkannte und schrieb: „…Joseph Mader, 1905 geboren scheint mit Max Beckmann in einer idealen Verbindung zu stehen. Schon dies, dass er als einer der wenigen den Mut hat, dieser stärksten Malerbegabung des jüngeren Deutschlands entgegenzugehen, ist ein Ausweis kräftiger Initiative. Es handelt sich aber nicht nur um eine Nachfolge. Das Pastell einer liegenden Frau bezeugt als Beispiel eine persönliche Begabung zu malerisch- konstruktiver Bildform.“
Auch Konrad Weiß, Hermann Eßwein und Hans Eckstein besprachen die Ausstellung. Günther Franke machte zudem Eberhard Hanfstaengl auf Mader aufmerksam. Hanfstaengl setzte sich daraufhin für Mader ein und bemühte sich um eine Schau von Münchner Nachwuchskünstlern in der Galerie Nierendorf in Berlin. Auch erwarb er für die Nationalgalerie Berlin die Zeichnung „Begegnung“. Aber die Unterstützung Hanfstaengls endete mit dessen Entlassung als Direktor der Nationalgalerie durch die Nationalsozialisten.

### Nationalsozialismus und Zweiter Weltkrieg
Mit der Machtergreifung der Nationalsozialisten endete für Joseph Mader der Aufstieg in der deutschen Kunstszene, wenngleich er 1936 noch mit dem Albrecht Dürer Preis ausgezeichnet wurde. Seine verzweifelten Versuche, bei öffentlichen Ausstellungen berücksichtigt zu werden, waren nahezu ergebnislos. Während der zwölf Jahre des Dritten Reiches kam es nur 1937 zu einer Personalausstellung, nochmals bei Günther Franke. Sie blieb von der Öffentlichkeit völlig unbeachtet. Es sind nur zwei große Gruppenausstellungen belegt, an denen er teilnehmen konnte.
Maders Überleben sicherten Freskoaufträge für Kirchen in Niederbayern. Inhaltlich bestimmte in dieser Zeit des bevorstehenden Krieges – neben religiösen Motiven – überwiegend das Thema des Kampfes und der Bedrohung des Menschen Maders Bildwelt. 1941 wurde Mader zum Militärdienst einberufen und als Sanitäter ausgebildet. Im August 1942 heiratete er Cilly Kellner und zog mit ihr wegen des beginnenden Bombenkrieges in deren Heimatstadt Moosburg an der Isar. Im Januar 1945 wurde sein Schwabinger Atelier schließlich durch Bomben zerstört. Im September 1945 wurde dem Ehepaar ein Sohn geboren.

### Nachkriegszeit
In der Nachkriegszeit lebte und arbeitete Mader abseits der öffentlich anerkannten Malerei unter größter wirtschaftlicher Not in seinem Haus in Moosburg. Trotzdem schloss er sich im Jahr 1947 der nach dem Zweiten Weltkrieg neu gegründeten Neuen Münchner Künstlergenossenschaft an und beteiligte sich ab 1949 an deren alljährlichen Großen Kunstausstellungen im Haus der Kunst. 1960 trat er auf Betreiben eines Künstlerkollegen auch der Dachauer Künstlervereinigung bei. Bei deren alljährlichen Ausstellungen im Dachauer Schloss war er von da an ebenfalls vertreten.
In Maders Nachkriegssujets verschmilzt die kalte Durchplanung der Fläche, wie sie die Kubisten erfanden, mit seinem eigenen empfindsamen Naturerleben. So sehr die Kubisten den persönlichen Anteil am Bild tilgten, so sehr suchte Mader seinem ausgeprägt persönlichen Welterleben bildhaften Ausdruck zu geben.
Auch wenn diese Bilder nur vereinzelt ein Echo hervorriefen, so war darunter doch mancher Kenner, wie der 81-jährige Richard Riemerschmid, der 1955 zu Maders Kollektivausstellung ins Lenbachhaus gekommen war. Er schrieb an seinen ehemaligen Schüler: „Ich bin ganz erregt vor manchen Ihrer Bilder gestanden, freudig erregt und mit einem Bedürfnis, es auszusprechen.“ Er vergleicht diese Empfindung mit der „Freude, die man an herrlichen Gedichten haben kann, auch wenn man die Sprache, in der sie geschrieben sind, nicht bis in alle Einzelheiten versteht.“ Je malerischer die Gouachen oder Tempera-Pastelle in den späten Jahren wurden, umso dichterischer wurde Maders Malerei.

### Letzte Jahre
In den letzten Jahren seines Lebens wurden immer mehr Interessenten und Sammler auf den sehr zurückgezogen und bescheiden lebenden Maler aufmerksam. Öffentliche Institutionen, darunter die Staatliche Graphische Sammlung, die Bayerische Staatsgemäldesammlung und die Städtische Galerie im Lenbachhaus erwarben im Laufe der Jahre eine Reihe von Arbeiten Maders. 1962 wurde ihm der Seerosenpreis der Stadt München verliehen. 1980 erschien zudem das Buch Malerei der Verschollenen Generation von Rainer Zimmermann, in dem dieser eine Neubewertung der Kunst des 20. Jahrhunderts vornahm und in dem auch Mader vertreten ist.
Seiner Linie, dem Gegenstand als Ausgangspunkt des Ausdrucksmittels, blieb Mader ein Leben lang treu. Dass es für Mader keine Gattungen mehr gibt, dass die Grenzen zwischen Abbildung und Phantasieform verfließen, dass sie zwischen Symbolhaftigkeit und Dekorativem, zwischen Realem und Surrealem aufgehoben sind, all dies mag ein Zeichen für seine Vorstellung von einer allumfassenden Harmonie der Welt sein, die künstliche, dem Intellekt entsprungene Kategorisierung nicht kennt. Deutlich findet sich ein solches Bekenntnis in seinen Briefen: „Was für mein Empfinden heute weithin fehlt, ist eine Angriffsergriffenheit den Dingen gegenüber. Ein Miteinander in Beziehung setzen, das intellektuelle Zerteilen und Zusammensetzen überwiegt heut und vor allem fehlt die Liebe, meine ich. Überall wird das Artistische gesehen und in den Vordergrund gestellt, aber daraus kommt nie eine Kunst, die umfassender anspricht und den Seelengrund beeindruckt“.
Am 27. Mai 1982 erlag Joseph Mader den Folgen eines Schlaganfalls.

## Ausstellungen (Auswahl)
- 1929: Köln, Messegelände: Ausstellung der Kölner Werkschulen
- 1931: Essen, Ausstellungshallen: Ausstellung des Deutschen Künstlerbundes
- 1931: Köln, Galerie Dr. Becker-Newman (Kurt F. Cramer – Heinz Hehmann – Joseph Mader)
- 1932: München, Galerie J. B. Neumann und G. Franke (Joseph Mader – Fritz Müller – Max Wendl)
- 1933: Magdeburg, Haus des Kunstvereins, und Saarbrücken, Heimatmuseum („Deutscher Künstlerbund. Erste Ausstellung“)
- 1937: München, Graphisches Kabinett G. Franke (Ferdinand Filler, Plastik – Joseph Mader, Zeichnung)
- 1940: München, Maximilianeum („Münchner Kunstausstellung“)
- 1947–1982: Große Münchner Kunstausstellungen
- 1955: München, Lenbachhaus (Eduard Aigner – Joseph Mader – C.O. Müller – Reinhold Pallas)
- 1960–1982: Künstlervereinigung Dachau
- 1962: München, Kunstverein (Carl Crodel – Marianne Henselmann – Joseph Mader – J.K. Nerud)
- 1967: München, Kunstverein (Kinner v. Dresler – Erwin Henning – Josef Loher – Joseph Mader)
- 1969: Erlangen, Kunstverein
- 1970: Moosburg, Große Retrospektive
- 1975: Landshut, Stadtresidenz
- 1975: Dachau, Dachauer Forum
- 1982: Museumsgesellschaft Ettlingen
- 1984: München, Galerie von Abercron
- 1990: München, Galerie Hierling
- 1995: Passau, Kunstverein
- 2003: Eisenach, Thüringen, Museum im Stadtschloss
- 2005: Marburg, Universitätsmuseum
- 2005: Landshut, Museum im Kreuzgang (Museen der Stadt Landshut)
- 2005: Moosburg, Zehentstadel
- 2014: Schweinfurt, Kunsthalle
- 2014: Dachau, Gemäldegalerie
- 2022: Penzberg, Museum Penzberg – Sammlung Campendonk

## Arbeiten in Museen und Sammlungen
- Berlin, Nationalgalerie (Zeichnung "Begegnung", seit 1945 vermisst)
- Dachau, Gemäldegalerie
- Köln, Letter Stiftung
- Landshut, Museen der Stadt
- Marburg, Universitätsmuseum für Kunst und Kulturgeschichte
- München, Bayerische Staatsgemäldesammlung
- München, Staatliche Graphische Sammlung
- München, Städtische Galerie im Lenbachhaus
- Nürnberg, Museen der Stadt, Graphische Sammlung
- Schweinfurt, Kunsthalle, Sammlung Hierling

## Auszeichnungen
- 1936: Albrecht-Dürer-Preis der Stadt Nürnberg
- 1962: Seerosenpreis der Stadt München

## Schriften
- Jugend Nummer 46, erschienen am 16. November 1937, S. 723
- Christoffel Ulrich in, Die Kunst, 40. Jahrgang Nummer 4, Januar 1939, S. 125
- Zimmermann Rainer in, Weltkunst, erschienen am 15. Oktober 1995, S. 2803
- Joseph Mader Archiv – Magazin FINDING Joseph Mader, erschienen am 17. Juni 2020